# ایمی جو جانسون
ایمی جو جانسون (انگلیسی: Amy Jo Johnson؛ زادهٔ ۶ اکتبر ۱۹۷۰) خواننده و هنرپیشه اهل ایالات متحده آمریکا است. وی از سال ۱۹۹۳ میلادی تاکنون مشغول فعالیت بوده‌است. از آثار او می‌توان به بازی در نقش کیمبرلی هارت در سریال مایتی مورفین پاور رنجرز، نقش هیلی پرایز در سریال امور پنهانی و سریال‌های فلیسیتی و مرز جنون ا شاره کرد. او همچنین در فیلم بزرگ‌راه ۶۰ بازی کرده‌است.

## زندگی‌نامه
جانسون در دنیس، ماساچوست، در کیپ کید، از پدرش گریگ، یک فروشنده خودرو و ماردش کریستین، که یک فروشگاه لباس را اداره می‌کرد، متولد شد.
جانسون به عنوان یک نوجوان، در کلاسهای ژیمناستیک شرکت کرد. او به رتبه اول در کلاس رسید و در مسابقات میزبانی شده در ایالات متحده و اروپا حضور یافت. در سن ۱۷ سالگی، ژیمناستیک را ترک کرد تا در بازیگری کند.
جانسون با اولیویه گینر (اوت ۲۰۰۹) ازدواج کرده‌است. آنها در تورنتو زندگی می‌کنند و صاحب یک دختر، فرانچسکو کریستین، متولد دسامبر سال ۲۰۰۸ است. جانسون در تاریخ ۲۳ ژوئن ۲۰۱۵ شهروند کانادا شد و شهروندی دوگانه را به دست آورد.

## حرفه
جانسون در ۱۸ سالگی به نیویورک نقل مکان کرد تا بازیگری حرفه‌ای را دنبال کند. او در مؤسسه تئاتر Lee Strasberg و آکادمی موسیقی و دراماتیک آمریکا شرکت کرد و بعداً برای اولین بار به لس آنجلس سفر کرد.
اولین نقش جانسون به عنوان کیمبرلی هارت، Pink Range در سری ۱۹۹۳ مایتی مورفین پاور رنجرز بود. او بعد از رفتن به لس آنجلس این نقش را در کمتر از یک ماه به دست آورد. پیش زمینه ژیمناستیک او در صحنه‌های مبارزه، مزیت او بود. این سریال موفقیت‌های غیرمنتظره‌ای را به دست آورد و جانسون سهم مناسبی از رسانه‌ها داشت. در سال‌های بعد، جانسون اظهار داشت که از نمایش و طرفدارانش سپاس‌گزار است.
او سری در سال ۱۹۹۵ ترک کرد، جانسون در ادامه در کانال دیزنی فیلم سوزی Qدر نقش یک روح و در Saved by the Bell: The New Class و در اقتباس NBC از داستان لوئیس دانکن " کشتن آقای گریفین" بازی کرد و در فیلم a perfect body در نقش یک ژیمناست با مشکل سوی تغذیه بازی کرد. جانسون نیز در فیلم  Without Limits شرکت کرد. او همچنین نقشش را به عنوان کیمبرلی هارت در فیلم Turbo: A Power Rangers Movie دوباره ایفا کرد .
در سال ۱۹۹۸، از جانسون برای بازی در سری Felicity دعوت شد. او سه فصل اصلی را در Felicity بازی کرد و مهمانی ویژه در فصل چهارم و نهایی بود.
در اوایل سالهای ۲۰۰۰، جانسون در فیلمهای  Interstate 60, Pursuit of Happiness, , Infestedو همچنین فیلم تلویزیونی Hard Ground نقش داشت. او همچنین مهمان نقش مهمی در Spin City بود . در سال ۲۰۰۴، او در فصل چهارم "The Division " به عنوان استیسی رینولدز بازی کرد. در نیمه دوم دهه، او نقش‌های تکراری در Wildfire و What about Brian داشت و در فیلم‌های تلویزیونی Magma: Volcanic Disaster و Fatal Trust. علاوه بر این، جانسون در چند فیلم مستقل نقش داشته‌است: Veritas, Prince of Truth و Islander.
از سال ۲۰۰۸، جانسون به‌طور منظم در سریال پرطرفدار Flashpoint به عنوان یکی از اعضای واحد واکنش استراتژیک پلیس تورنتو نقش ایفا کرد . شد. او برای جایزه جمینای نامزد شده‌است. این سریال از سال ۲۰۱۲ تا کنون پخش شده.
از سال ۲۰۱۲، جانسون نقش مهمان در چند سریال را بازی کرد از جمله نقش در امور پنهانی.
علاوه بر این، او چند فیلم مستقل و کوتاه هم کارگردانی کرده‌است (Bent (2013 و (Lines (2014 را تولید کرده‌است.
اولین فیلم بلند او به عنوان کارگردان در سال ۲۰۱۷ به نام The Space Between اکران شده‌است. او هزینهٔ این فیلم را از سایت indiegogo و از طریق crowdfunding تأمین کرد. برای رسیدن به حد مورد نیاز هذیان جانسون در یوتیوب شخصی خود اعلام کرد که اگر کمکهای مالی به حد نصاب برسد او بار دیگر لباس صورتی نقش پرطرفدار خود در سریال پاور رنجرز را به تن می‌کند و در میدان تورنتو آوازهای خود را برای مردم می‌خواند. امری که باعث شد تا سریع به حد نصاب برسد و در نهایت امی جو با لباس قدیمی نقش خود در میدان تورنتو این کار را کرد که مورد توجه رسانه‌ها شد. این فیلم تاکنون در فستیوالهای زیادی به نمایش آمده‌است.
جانسون همچنین در سال ۲۰۱۷ به عنوان بازیگر مهمان در فیلم پاور رنجرز که بازسازی سریال به همین نام است و او اولین نقش خود را در آن سریال بازی کرد، ایفای نقش کرد.

## موسیقی حرفه‌ای
جانسون خواننده و ترانه‌سرا است و سه آلبوم (The Trans-American Treatment (2001), Imperfect (2005, و (Never Broken (2013 رامنتشر کرده‌است. او در منطقه لس آنجلس با گروه خود «امی جو جانسون» موسیقی‌هایش را اجرا می‌کرد.
در دسامبر سال ۲۰۰۷، او در به گروه Koishii & Hush ملحق شد تا به عنوان خواننده میهمان در آهنگ "Since You're Gone" آهنگ آواز بخواند؛ که به صورت تک‌آهنگ منتشر شد.
برخی از موسیقی‌های جانسون در نمایشهای تلویزیونی برجسته شده‌است. شخصیت جانسون در Felicity در اصل به عنوان یک رقصنده توصیف شد، اما با ورود جانسون، تولیدکنندگان شخصیت را به عنوان یک خواننده و گیتاریست بازنویسی کردند. در نتیجه، جانسون قادر به اجرای آهنگ خود، Puddle of Grace در نمایش شد. در Flashpoint، آهنگ‌های او Dancing In-Betweenو Goodbye برجسته شدند.
او در سال ۲۰۱۳ آهنگ God را از فیلم Bent خود پخش کرده‌است. در سال ۲۰۱۴، آهنگ او "Lines" در فیلم Lines او برجسته بود. در سال ۲۰۱۷ آهنگ او "Cracker Jacks" آهنگ تم فیلم The Space Between است.

## جوایز و نامزدها
در سال ۲۰۰۹ جانسون نامزد بهترین بازی توسط یک بازیگر نقش مکمل در نقش دراماتیک در ۲۴ مین جایزه سالانه جایزه جمینای شد. او همچنین دو نامزدی به عنوان بهترین بازیگر نقش مکمل زن برای نقش او در Flashpoint در جشنواره تلویزیونی مونت کارلو دریافت کرد.
| Year | Result | Award                                     | Category                          | Work                 | Ref. |
| ---- | ------ | ----------------------------------------- | --------------------------------- | -------------------- | ---- |
| ۲۰۰۰ | نامزد  | Teen Choice Awards                        | انتخاب تلویزیونی نقش مکمل         | Felicity             |      |
| ۲۰۰۲ | نامزد  | Slamdunk Film Festival                    | بهترین بازیگر زن                  | Pursuit of Happiness |      |
| ۲۰۰۹ | نامزد  | Gemini Awards                             | بهترین بازیگر زن در نقش دراماتیک  | Flashpoint           |      |
| ۲۰۱۰ | نامزد  | Monte Carlo TV Festival                   | بهترین بازیگر زن تلویزیونی        | Flashpoint           |      |
| ۲۰۱۲ | نامزد  | Monte Carlo TV Festival                   | بازی عالی در نقش اصلی زن دراماتیک | Flashpoint           |      |
| ۲۰۱۳ | برنده  | Long Island Film Festival                 | جایزه شلی برای زنان فیلمساز       | Bent                 |      |
| ۲۰۱۳ | برنده  | Women in Film and Television              | انتخاب تماشاچیان                  | Bent                 |      |
| ۲۰۱۳ | برنده  | Toronto International Film Festival       | جایزه هیئت داوری                  | Bent                 |      |
| ۲۰۱۴ | برنده  | Buffalo Niagara Film Festival             | بهترین فیلم کوتاه کانادائی        | Bent                 |      |
| ۲۰۱۴ | برنده  | Toronto International Short Film Festival | بهترین کمدی                       | Lines                |      |
| ۲۰۱۵ | برنده  | Buffalo Niagara Film Festival             | بهترین بازیگر زن نقش اصلی         | Lines                |      |